# Таитянские пасторали
«Таитянские пасторали» (фр. Pastorales Tahitiennes) — картина французского художника Поля Гогена из собрания Государственного Эрмитажа.
На переднем плане картины изображён небольшой холм с цветущей магнолией. Слева перед деревом стоит большой расписной кувшин и лежит рыжая собака, возле собаки — небольшой сосуд для жертвоприношений, сделанный из тыквы. За деревом слева стоит девушка-таитянка с большим тазом в руках, справа на склоне холма спиной к зрителю сидит другая девушка и играет на свирели. Фоном служит красная равнина с двумя небольшими холмиками и далее вздымается склон большого холма с уходящей вверх дорогой. Справа внизу находится авторское название на французском языке, а также подпись художника и дата (в три строки): Pastorales Tahitiennes / 1893 / Paul Gauguin.
Несмотря на то что картина самим художником датируется 1893 годом, фактически она написана в конце предыдущего, 1892 года. Существует письмо Гогена своему другу Жоржу-Даниэлю Монфрейду, датируемое концом декабря 1892 года, где говорится:

Только что закончил три полотна — два по 30, одно в 50. Мне кажется, что они самые лучшие, и так как через несколько дней будет 1-е января, то я датировал одно из них, самое лучшее, 1893 годом. В виде исключения я дал ему французское название «Таитянские пасторали», так как не нашёл соответствующего слова на языке канаков. Не знаю почему (всё покрыто чистым зелёным веронезе и такой же киноварью), мне кажется, что это старинная голландская картина или старинный гобелен….

В 1893 году картина была отправлена в Европу и находилась в галерее Поля Дюран-Рюэля. 18 февраля 1895 года картина была выставлена на распродаже картин и рисунков Гогена в парижском аукционном доме «Отель Друо», деньги с которой шли на финансирование новой поездки Гогена на Таити; на этой распродаже она была приобретена за 480 франков неизвестным покупателем. Затем она выставлялась в галерее фирмы «Бернхайм-Жён», где за 7000 франков её купил князь де Ваграм и от него картина попала в галерею Амбруаза Воллара. 14 сентября 1908 года её за 10000 франков приобрёл московский промышленник и коллекционер Иван Морозов. После Октябрьской революции собрание Морозова было национализировано, и с 1923 года картина находилась в Государственном музее нового западного искусства. В 1948 году, после упразднения ГМНЗИ, картина была передана в Государственный Эрмитаж. С конца 2014 года выставляется на четвёртом этаже здания Главного штаба, зал 412.
По мнению Анны Барской, мотивы, подобные эрмитажной картине, Гоген использовал годом ранее в работах «Matamua (В прежние времена)» (Музей Тиссена-Борнемисы, Мадрид) и «Arearea (Всякая всячина)» (Орсе), причём картину из Орсе она прямо называет предшествующим вариантом картины из Эрмитажа. Автор-составитель каталога-резоне картин Гогена Жорж Вильденштейн также отмечает сюжетное сходство и аналогичный пейзаж в картине из Мадрида. А. Г. Костеневич, основываясь на том, что одна из девушек с эрмитажной картины держит таз с выстиранным бельём, считает, что красная почва на фоне является стилизованной рекой и девушка поднимается оттуда, однако на мадридской картине чётко видно, что это именно почва — по ней идёт один из персонажей. Аналогичный цветок лилий также встречается в работах Гогена, например в картине «Чудесный источник» из Эрмитажа.
Альберт Костеневич упоминает о существовании акварельного наброска к эмитажной картине, который находится в Тильской галерее в Стокгольме. Этот набросок не подвергся ещё сильной стилизации и на нём изображены три девушки.

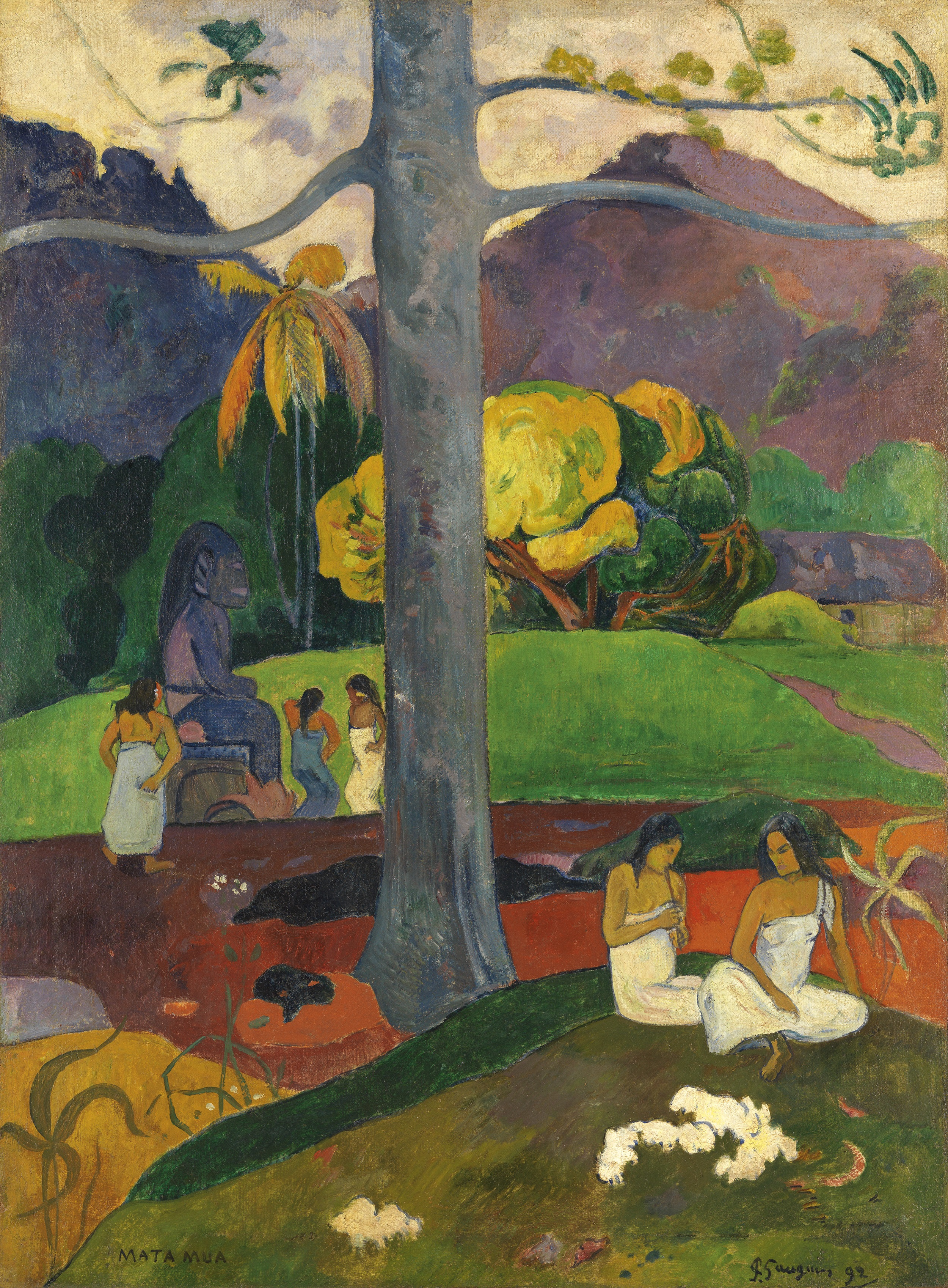
Matamua (В прежние времена). Музей Тиссена-Борнемисы
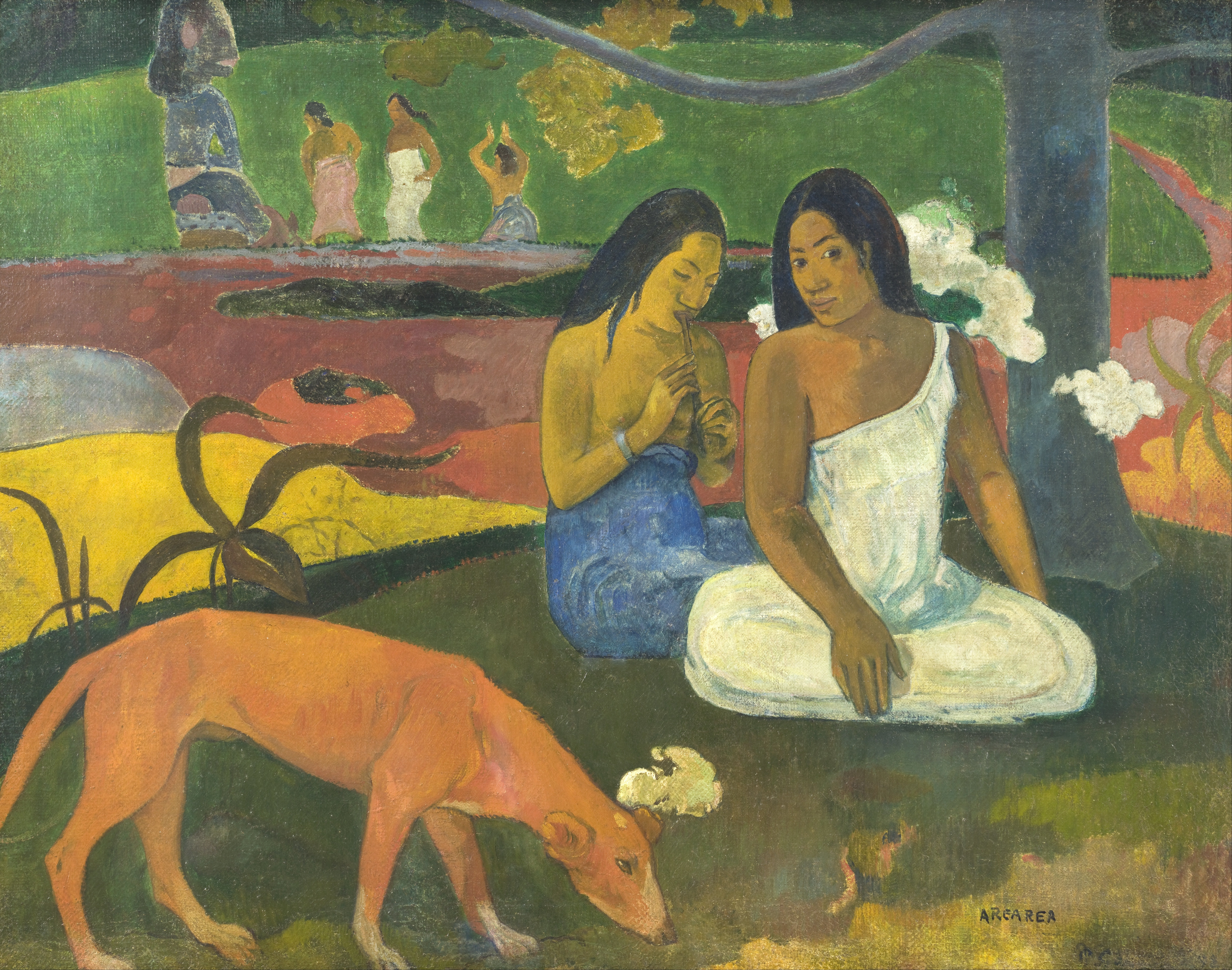
Arearea (Всякая всячина). Орсе

Характеризуя картину, Костеневич писал:

Не случайно в «Таитянских пасторалях», композиции, посвящённой музыке, цвет звучит особенно открыто и автономно, более всего — в пейзаже, сконструированном наподобие средневековых перегородчатых эмалей, из отдельных цветовых плоскостей. Пейзаж не только занимает большое место в картине, но, насыщенный более яркими тонами, чем фигуры, становится живописным олицетворением маорийской музыки. <…> Завораживающему покою таитянского рая, убаюканного звуком свирели, отвечают преобладание мягко прогибающихся горизонталей и общая торжественная тональность. Вводя чистые краски, художник интуитивно избегал резких цветовых сопоставлений и не допускал соприкосновения голубого и красного, жёлтого и тёмно-вишнёвого.